# Jonas Aden
Jonas Aden, pseudonimo di Jonas Engelschiøn Mjåset (Asker, 8 settembre 1996), è un disc jockey e produttore discografico norvegese.

## Carriera

### Classifica Top DJ Mag
Classifica annuale stilata dalla prestigiosa rivista DJ Magazine:
- 2020: #130[1]

## Discografia

### EP
- 2020 - Community EP

### Singoli
- 2015 - What You Want
- 2015 - Fall Under Skies (con Robby East)
- 2016 - Temple
- 2016 - Young God
- 2016 - Feel My Soul
- 2016 - Take Me Away (con Brooks)
- 2016 - Breathe (vs. Kings)
- 2017 - David & Goliath
- 2018 - I Dip You Dip
- 2019 - Meet You
- 2019 - Blackbird (con ELS)
- 2019 - I Don't Speak French (Adieu) (feat.  RebMoe)
- 2019 - Tell Me a Lie
- 2019 - Riot (con Brooks)
- 2019 - Your Melody (con Mesto)
- 2020 - Strangers Do
- 2020 - Library Thugs (con Conor Ross feat. RebMoe)
- 2020 - My Love Is Gone
- 2020 - Late At Night
- 2021 - I Hope You Know (con Mike Williams)

### Remix
- Tiësto & KSHMR feat. Vassy – Secrets
- Major Lazer & DJ Snake feat. MØ – Lean On
- Yeah Yeah Yeahs vs. A-Trak – Heads Will Roll
- Rihanna – Bitch Better Have My Money (Jonas Aden & DJ Sub Zero Remix)
- Tiësto & Don Diablo feat. Thomas Troelsen – Chemicals
- Mike Posner vs. Seeb – I Took a Pill in Ibiza
- Justin Timberlake – Can't Stop The Feeling
- Zedd feat. Katy Perry – 365
- Tiësto con Jonas Blue feat. Rita Ora – Ritual
- Jonas Aden – Late At Night (Jonas Aden Remix)